# Пастернак посівний
Пастернак посівний або пастернак городній , або пастернак звичайний (Pastináca satíva L.) — багаторічна трав'яниста рослина, вид роду пастернак (Pastinaca) родини окружкові (Apiaceae).

## Поширення
У дикому вигляді рослина росте у Європі, Туреччині, на Кавказі. Рослина натуралізована та культивується у всьому світі.

## Ботанічний опис
|                                                                                     |
| Ботанічна ілюстрація Якоба Штурма з книги «Deutschlands Flora in Abbildungen», 1796 |

Трав'янистий дворічник або багаторічник з м'ясистим коренем.
Стебло гостроребристе, прямостояче, бороздчато-гранене, шорстке, запушене, у верхній частині гіллясте, висотою 30 — 100 (200) см.
Листя чергове, непарноперисте, з 2 — 7 пар яйцеподібних, крупнопилчастих або лопатевих, більш-менш запушених сидячих листочків; нижнє листя короткочерешкове, верхнє — з піхвовою основою, сидяче.
Квітки двостатеві, дрібні, правильні, п'ятичленні, зібрані у складну парасольку з 5 — 15 променів; обгортка та обгорточки найчастіше відсутні. Чашечка майже непомітна, віночок яскраво-жовтий.
Плід — округло-еліптичний, приплеснутий, жовтувато-бурий віслоплодник. Коренеплід білий, товстий, солодкуватий та приємно пахне, форма варіює від округлої, як у ріпи, до конусоподібної, як у моркви, колір на розрізі жовтувато-сірий або жовтувато-бурий.
Цвіте на другий рік у липні — серпні. Плоди дозрівають у вересні.

## Хімічний склад
Рослина багата мінеральними солями, вуглеводами; у її коренях є також значна кількість вітамінів — тіаміну, нікотинової кислоти, рибофлавіну, а також ефірної олії; виявлені білкові сполуки, жири, клітковина, крохмаль, пектинові сполуки. У плодах знайдені фурокумарини (щонайменше 1 % — ксантотоксин, бергаптен, сфондін, полііна), флавоноїдні глікозиди та кумарини.
До складу ефірної олії входить октилбутиловий ефір масляна кислота, що визначає її своєрідний запах.

## Значення та застосування

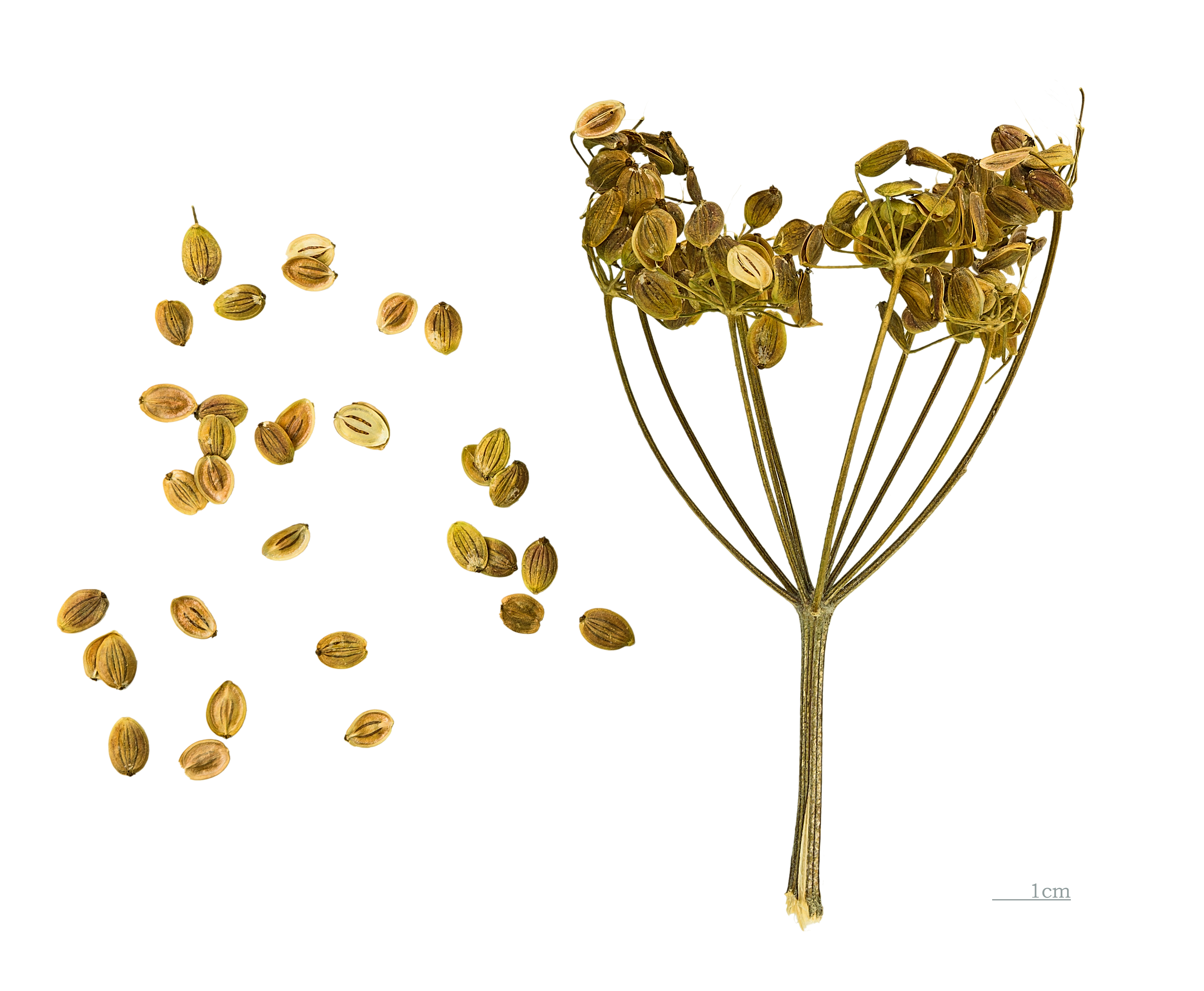
Плоди та насіння

Як культурна овочева та кормова рослина пастернак посівний відомий з кінця XII століття. Проте широко вирощувати його стали з початку XVIII століття.
Пастернак посівний добре росте в родючому, дренованому садовому ґрунті. Віддає перевагу сонячним, теплим ділянкам. Розмножують його посівом насіння, їх садять у травні одразу на постійне місце.
Медоносні бджоли збирають з квіток пастернаку посівного багато нектару. Мед високої якості, світлий.

### Застосування в кулінарії
Рослина має слабкий запах, що нагадує запах петрушки, пряний, солодкуватий смак, подібний до смаку моркви. Пастернак широко застосовується у кулінарії та кондитерському виробництві. Його коріння вживають тушкованим, а також як приправу до супів, гарнірів до м'яса або як прянощі до овочевих салатів.

### Застосування у медицині
Автори середньовічних травників, згадуючи про пастернак, посилалися на давньогрецького лікаря Діоскоріда, який застосовував його як сечогінний засіб. Пастернак застосовували у стародавній медицині також як засіб, що збуджує статеву діяльність, підвищує апетит, при галюцинаціях, як болезаспокійливий при ниркових, печінкових та шлункових кольках, як протикашльовий і для пом'якшення та відділення мокротиння. У народній медицині настій та відвар коренів пили при кашлі для його пом'якшення та відділення мокротиння, а також використовували при водянці і як болезаспокійливий засіб. Водний настій коренів пастернаку посівного з цукром вживають для збудження апетиту і як тонізуючий засіб під час реабілітації після важких хвороб.
Як лікарську сировину використовують плід пастернаку посівного (лат. Fructus Pastinacae sativae), який заготовляють, скошуючи рослини машинами при побурінні 60 — 80 % парасольок та досушуючи у валках, а потім обмолочуючи та очищаючи від домішок.
З плодів пастернаку посівного фармацевтична промисловість випускає лікарські препарати. Один з них — «Бероксан», ним лікують деякі шкірні захворювання, у тому числі вітиліго. В експериментальних дослідженнях було показано, що фурокумарини пастернаку підвищують чутливість шкіри до ультрафіолетового випромінювання, що сприяє репігментації знебарвлених ділянок шкіри у людей, які страждають на вітиліго.
Лікувально-дієтичні властивості пастернаку визнані лікарями. Встановлено, що він покращує травлення, зміцнює стінки капілярних судин, має болезаспокійливу та відхаркувальну дію, тонізує. У сучасній медицині пастернак використовують для лікування та профілактики серцево-судинних захворювань.

## Класифікація
У рамках виду виділені три підвиди:
- Pastinaca sativa subsp. sativa — Пастернак посівний
- Pastinaca sativa subsp. sylvestris  (Mill.) Rouy & E.G.Camus — Пастернак лісовий
- Pastinaca sativa subsp. urens  (Req. ex Godr.) Čelak.